# Ibn-i Yamin
Ibn-i Yamin (nom complet Amir Fakhr al-Din Mahmud ibn Amir Yamin al-Din Tughrai Mustawfi Faryumadi), fou un poeta persa, el principal autor de les anomenades kitas (fragments) és a dir els epigrames o poemes de circumstància.
Va néixer a Faryuman (modern Sabzavar) a la província de Bayhak. Va estar com a poeta a les corts ilkhànides successives fins a la de Togha Timur establerta a Gurgan del 1337 al 1341 quan es va posar al servei del sarbadars. El 1342 fou fet presoner pels karts d'Herat a la batalla de Zava (on els sarbardars foren derrotats) i va perdre els escrits amb tota la seva poesia fins aleshores; va retornar a Sabzavar el 1346, però per un conflicte intern fou exiliat el 1347; va retornar altre cop el 1348 i va morir al servei dels sarbadars el 1368.
El 1346 va reconstruir el seu primer diwan amb ajut de les notes, la memòria i els amics i fou ampliat el 1356. Hi ha diversos manuscrits amb poesia que li són atribuïts. Després de 1356 es va consagrar als epigrames amb diverses categories, en els que fou un mestre sense rival.